# NorthEast United Football Club 2019-2020
Questa voce raccoglie le informazioni riguardanti il NorthEast United nelle competizioni ufficiali della stagione 2019-2020.

## Maglie e sponsor
| Casa | Trasferta |

## Organigramma societario

### Staff tecnico
- - Allenatore
- Khalid Jamil - Vice Allenatore
- Avraham Grant - Consulente Tecnico
- Joseph Sidy - Allenatore portieri

## Rosa
| N. |                        | Ruolo | Calciatore           |
| -- | ---------------------- | ----- | -------------------- |
| 1  | India (bandiera)       | P     | Pawan Kumar          |
| 2  | India (bandiera)       | D     | Wayne Vaz            |
| 3  | Ghana (bandiera)       | A     | Asamoah Gyan         |
| 4  | India (bandiera)       | D     | Provat Lakra         |
| 5  | India (bandiera)       | D     | Pawan Kumar          |
| 6  | Colombia (bandiera)    | C     | José Leudo           |
| 7  | India (bandiera)       | C     | Ninthoinganba Meetei |
| 8  | India (bandiera)       | C     | Milan Singh          |
| 10 | Uruguay (bandiera)     | C     | Federico Gallego     |
| 11 | Uruguay (bandiera)     | A     | Martín Cháves        |
| 12 | India (bandiera)       | D     | Reagan Singh         |
| 13 | India (bandiera)       | C     | Fanai Lalrempuia     |
| 14 | Paesi Bassi (bandiera) | C     | Kai Heerings         |
| 15 | Croazia (bandiera)     | D     | Mislav Komorski      |

| N. |                      | Ruolo | Calciatore              |
| -- | -------------------- | ----- | ----------------------- |
| 16 | India (bandiera)     | P     | Soram Anganba           |
| 19 | India (bandiera)     | D     | Robert Lalthlamuana     |
| 20 | Argentina (bandiera) | A     | Maximiliano Barreiro    |
| 21 | Grecia (bandiera)    | C     | Panagiōtīs Triadīs      |
| 22 | India (bandiera)     | C     | Redeem Tlang            |
| 23 | India (bandiera)     | C     | Nikhil Kadam            |
| 24 | India (bandiera)     | P     | Subhasish Roy Chowdhury |
| 26 | India (bandiera)     | D     | Shouvik Ghosh           |
| 29 | India (bandiera)     | D     | Nim Dorjee Tamang       |
| 30 | India (bandiera)     | C     | Alfred Lalruotsanga     |
| 32 | India (bandiera)     | C     | Lalthathanga Khawlhring |
| 33 | India (bandiera)     | D     | Rakesh Pradhan          |
| 45 | India (bandiera)     | C     | Lalengmawia             |
|    | India (bandiera)     | D     | Gurwinder Singh         |

## Calciomercato
| Acquisti | Acquisti                | Acquisti        | Acquisti   |
| R.       | Nome                    | da              | Modalità   |
| -------- | ----------------------- | --------------- | ---------- |
| P        | Pawan Kumar             |                 |            |
| P        | Soram Anganba           | Bengaluru       | definitivo |
| P        | Subhasish Roy Chowdhury | Jamshedpur      | definitivo |
| D        | Wayne Vaz               | Pune City       | definitivo |
| D        | Provat Lakra            |                 |            |
| D        | Pawan Kumar             |                 |            |
| D        | Reagan Singh            |                 |            |
| D        | Mislav Komorski         |                 |            |
| D        | Robert Lalthlamuana     |                 |            |
| D        | Shouvik Ghosh           | Mumbai City     | definitivo |
| D        | Nim Dorjee Tamang       | Pune City       | definitivo |
| D        | Rakesh Pradhan          | Shillong Lajong | definitivo |
| D        | Gurwinder Singh         |                 |            |
| C        | José Leudo              |                 |            |
| C        | Ninthoinganba Meetei    | Indian Arrows   | definitivo |
| C        | Milan Singh             | Mumbai City     | definitivo |
| C        | Federico Gallego        |                 |            |
| C        | Fanai Lalrempuia        |                 |            |
| C        | Kai Heerings            | Fortuna Sittard | definitivo |
| C        | Panagiōtīs Triadīs      |                 |            |
| C        | Redeem Tlang            |                 |            |
| C        | Nikhil Kadam            |                 |            |
| C        | Alfred Lalruotsanga     |                 |            |
| C        | Lalthathanga Khawlhring |                 |            |
| C        | Lalengmawia             | Indian Arrows   |            |
| A        | Asamoah Gyan            |                 | Svincolato |
| A        | Martín Cháves           | Juventud        | Definitivo |
| A        | Maximiliano Barreiro    | Aucas           | Definitivo |

| Cessioni | Cessioni | Cessioni | Cessioni |
| R.       | Nome     | a        | Modalità |
| -------- | -------- | -------- | -------- |

### Mercato invernale
| Acquisti | Acquisti        | Acquisti    | Acquisti   |
| R.       | Nome            | da          | Modalità   |
| -------- | --------------- | ----------- | ---------- |
| C        | Simon Lundevall |             | Svincolato |
| A        | Andy Keogh      | Al-Qadisiya | Definitivo |

| Cessioni | Cessioni             | Cessioni | Cessioni   |
| R.       | Nome                 | a        | Modalità   |
| -------- | -------------------- | -------- | ---------- |
| D        | Robert Lalthlamuana  |          | Svincolato |
| C        | Panagiōtīs Triadīs   |          | Svincolato |
| A        | Maximiliano Barreiro |          | Svincolato |
| A        | Asamoah Gyan         |          | Svincolato |

## Risultati

### Indian Super League
| Bangalore 21 ottobre 2019, ore 19:00 UTC+5:30 1ª giornata | Bengaluru    | 0 – 0 referto | NorthEast Utd | Sree Kanteerava Stadium (15 971 spett.)\| Arbitro: \| Venkatesh R. \| |
| Arbitro:                                                  | Venkatesh R. |               |               |                                                                       |

| Arbitro: | R. Bakshi |

|                                  |           |                     |
| Redeem Tlang 2’ Asamoah Gyan 84’ | Marcatori | 71’ Xisco Hernández |

| Arbitro: | C. Srikrishna |

|                                   |           |                                     |
| Asamoah Gyan 54’ Redeem Tlang 74’ | Marcatori | 31’ Hugo Boumous 90+6’ Manvir Singh |

| Arbitro: | Thakur O. P. |

|  |           |                                 |
|  | Marcatori | 86’ (Rig.) Maximiliano Barreiro |

| Arbitro: | Thakur O. P. |

|                                        |           |                         |
| Panagiōtīs Triadīs 9’ Asamoah Gyan 42’ | Marcatori | 23’, 32’ Amine Chermiti |

| Arbitro: | Nathan S |

|                   |           |                        |
| Sergio Castel 28’ | Marcatori | 90’ Panagiōtīs Triadīs |

| Arbitro: | Al Khudair T. |

|  |           |                                                |
|  | Marcatori | 11’ David Joel Williams 35’, 90+4’ Roy Krishna |

| Arbitro: | Banerjee P. |

|                          |           |                                                |
| Martín Cháves 43’ (Rig.) | Marcatori | 17’ Masih Saighani 90+4’ Lallianzuala Chhangte |

| Arbitro: | Bora U. |

|  |           |                                            |
|  | Marcatori | 68’ (Rig.) Sunil Chhetri 81’ Albert Serrán |

| Arbitro: | Gupta R. |

|                                |           |                         |
| Bartholomew Ogbeche 43’ (Rig.) | Marcatori | 50’ (Rig.) Asamoah Gyan |

| Arbitro: | Dingert C. |

|                                                     |           |                                            |
| Federico Gallego 5’ Redeem Tlang 77’ José Leudo 88’ | Marcatori | 45+1’ David Grande 82’ Noé Acosta 85’ Memo |

| Arbitro: | John C. |

|                                                        |           |  |
| Mislav Komorski 68’ (A.g.) Ferran Corominas 84’ (Rig.) | Marcatori |  |

| Chennai 16 gennaio 2020, ore 19:00 UTC+5:30 13ª giornata | Chennaiyin | 2 – 0 referto | NorthEast Utd | Marina Arena (8 250 spett.)\| Arbitro: \| Kasymov S. \| |
| Arbitro:                                                 | Kasymov S. |               |               |                                                         |

| Arbitro: | Crystal J. |

|                     |           |  |
| Balwant Singh 90+5’ | Marcatori |  |

| Arbitro: | Ramachandra V. |

|                  |           |  |
| Diego Carlos 44’ | Marcatori |  |

| Guwahati 7 febbraio 2020, ore 19:00 UTC+5:30 16ª giornata | NorthEast Utd | 0 – 0 referto | Kerala Blasters | Indira Gandhi Athletic Stadium\| Arbitro: \| Bakshi R. \| |
| Arbitro:                                                  | Bakshi R.     |               |                 |                                                           |

| Arbitro: | Aljaafari M. T |

|                                         |           |                   |
| Manuel Onwu 47’ Martín Pérez Guedes 72’ | Marcatori | 24’ Martín Cháves |

| Arbitro: | Mondal P. |

|                |           |                                                               |
| Andy Keogh 35’ | Marcatori | 12’, 41’ Liston Colaco 13’, 88’ Marcelinho 55’ Mohammad Yasir |

### Andamento in campionato
| Giornata  | 1 | 2 | 3 | 4 | 5 | 6 | 7 | 8 | 9 | 10 | 11 | 12 | 13 | 14 | 15 | 16 | 17 | 18 |
| --------- | - | - | - | - | - | - | - | - | - | -- | -- | -- | -- | -- | -- | -- | -- | -- |
| Luogo     | T | C | C | T | C | T | C | C | C | T  | C  | T  | T  | T  | T  | C  | T  | C  |
| Risultato | N | V | N | V | N | N | P |   | N | P  | N  | P  | P  | P  | N  | P  | P  | N  |
| Posizione | 3 | 3 | 4 | 3 | 4 | 4 | 5 | 6 | 7 | 8  | 9  | 9  | 9  | 9  | 9  | 9  | 9  | 9  |

Legenda:

Luogo: C = Casa; T = Trasferta. Risultato: V = Vittoria; N = Pareggio; P = Sconfitta.